# Grodzie (przystanek kolejowy)
Grodzie – przystanek kolejowy w Grodziu, w województwie warmińsko-mazurskim, w Polsce.